# Brachyanax perniger
Brachyanax perniger är en tvåvingeart som beskrevs av Neal L. Evenhuis och Junichi Yukawa 1986. Brachyanax perniger ingår i släktet Brachyanax och familjen svävflugor. Inga underarter finns listade i Catalogue of Life.